# Bloomingdale's
Bloomingdale's (o Bloomie's) es una cadena de lujo de tiendas por departamentos en los Estados Unidos operada por Macy's, Inc., la cual es socia de Macy's.  Bloomingdale's tiene 36 tiendas en todo el país, con ventas anuales de $1.9 mil millones. Sus precios son más altos que las tiendas de Lord & Taylor, Nordstrom y la antigua Parisian, y un poco más bajo que Saks Fifth Avenue, Neiman Marcus, Bergdorf Goodman y Barneys New York.

## Historia

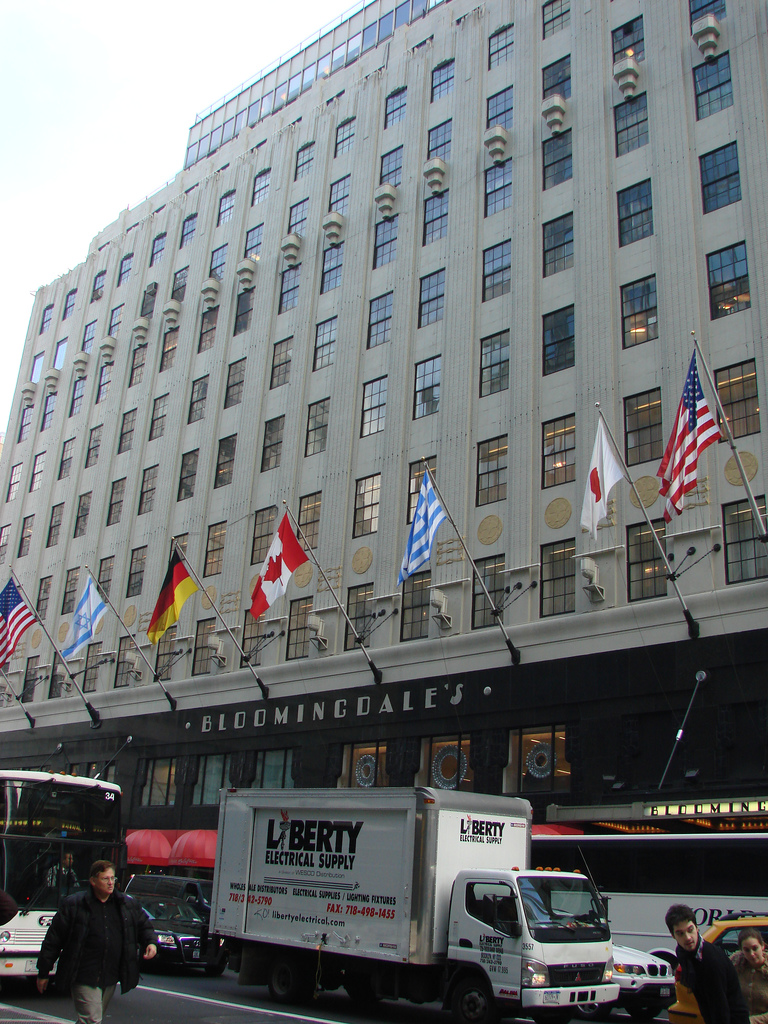
Tienda Bloomingdale's en Manhattan.

Bloomingdale's se inició en 1861 cuando los hermanos Joseph y Lyman G. Bloomingdale empezaron a vender faldas con aros en su tienda Ladies Notions' Shop en Lower East Side, Manhattan mientras que su padre vendía las faldas con aros a lo largo de Costa Este de los Estados Unidos.  Ambos eran hijos de Benjamin Bloomingdale, un vendedor nacido en Baviera que había vivido en Carolina del Norte y Kansas, y se quedó a vivir en la Ciudad de Nueva York.
Mientras bajaba la popularidad de las faldas con aros (crinolina), abrieron en 1872 su tienda "East Side Bazaar" en una pequeña, y casa ordinaria de la Tercera Avenida y la Calle 56, vendiendo una gran variedad de prendas de vestir como faldas, corsés, muebles, y moda europea. Durante ese tiempo el East Side era un barrio de clase trabajadora con casas pobres (favelas, asentamientos o villas), vertederos de basura, y bodegas. La mayoría de sus clientes y competidores eran los de Upper West Side, las tiendas más respetables solo se especializaban en un comercio. 
Los hermanos debieron ser conscientes de que el barrio estaba cambiando. Después de unos cuantos años de la apertura de la tienda, abrió el Museo Metropolitano de Arte, la nueva Catedral de San Patricio de Nueva York. La catedral de San Patricio fue dedicada cerca de la tienda después de cambiar su ubicación del centro de Manhattan, el Central Park fue completado, y se iba a empezar la construcción del Metro de Nueva York.  Estas construcciones trajeron al East Side clientes más pudientes que empezaron a construir sus casas de ladrillos rojos.
Mientras la tienda y su éxito crecían, decidieron trasladarse en 1886 de su actual ubicación en la Calle 59 y la Avenida Lexington. La tienda fue diseñada con una gran placa de vidrio en las ventanas con espaciosas áreas para la mercancía. La mayoría de sus productos eran importaciones europeas, en la cual le daba a la tienda elegancia. 
A principio del siglo, Bloomingdale's creció abrumadoramente, gracias a su conveniente ubicación en una terminal de tranvías tirados por caballos de la ciudad de Nueva York. Las ofertas durante ese tiempo oscilaban entre 10¢ por unas medias a un traje de lana para hombre a $10 y $149 por los pianos.  En 1902, el eslogan publicitario era "Todos los autos se transfieren a Bloomingdale's" con mayúscula en la ubicación de la tienda. El eslogan apareció en las vallas de la ciudad y en 5,000 sombrillas playeras entregadas por los vendedores ambulantes.
Alrededor de 1905, tuvo problemas económicos debido a que las zonas comerciales de la clase alta se movieron hacia el centro de la ciudad, más específicamente entre la Sexta Avenida y las Calles 14 y 23. En 1913, la estación de la Calle 58 de la línea de la Avenida Lexington fue construida en la base de Bloomingdale's, haciendo que el eslogan "Todos los autos transfieren a Bloomingdale's" fuese verdad, después de un tiempo, las ventas volvieron a mejorar. Para los años 1920, la tienda cubría toda la manzana. 
En 1930, Bloomingdale's se unió con Federated Department Stores, ahora como Macy's, Inc. En 1931, el edificio Bloomingdale's, en la cual había crecido rápidamente afectando a casi toda la cuadra, fue completamente rediseñado como una tienda coherente por la firma de arquitectos Starrett & van Vleck en un estilo art déco. La tienda pasó la Gran Depresión y la Segunda Guerra Mundial. En 1949, Bloomingdale's inauguró su primera tienda en Fresh Meadows localidad de Queens y al más de 25,000 personas llegaron a la tienda durante su apertura.
En 1961, la empresa empezó a autopromosionarse con bolsas de diseñadores para promover su exposición del "Espirito de Francia" exposición. El diseño, por el artista Jonah Kinigstein, fue una reproducción de las cartas de tarot francés en tonos rojos dramáticos, negro y blanco. La icónica "Bolsa Café" se estrenó una década más tarde en 1973. Las bolsas fueron diseñados por Michael Vollbracht, el actual diseñador de Bill Blass Couture, y que vienen en tres tamaños: "Pequeña", "Mediana", y "Grande".
Según una encuesta hecha en 1972, alrededor del 60 por ciento de sus clientes vivían y trabajaban en lujosas torres de apartamentos y en las torres de oficinas cercanas al mismo. Bloomingdale's se especializó en mejorar su selección en ropa que estaba de moda para atraer a los jóvenes profesionales y de la clase alta. También durante este tiempo, las carreras de los diseñadores de moda como Ralph Lauren, Perry Ellis y Norma Kamali fueron lanzadas, y abrieron algunas boutiques.
Las ventas siguieron creciendo y se abrieron nuevas tiendas fuera de la ciudad de Nueva York durante los años 1970. El catálogo de Bloomingdale's se lanzó en 1978 lo que permitió que las personas con un mayor ingreso en todo los Estados Unidos pudieran comprar en Bloomingdale's a pesar de no tener una tienda. 
El mercado minorista tuvo un gran auge en la década de 1980, y Bloomingdale's abrió nuevas tiendas a lo largo de la Costa Este, Florida, California, y en Dallas, Texas (en la cual les fue bien al principio, pero cerraron debido a la quiebra del capítulo 11)
Durante la expansión de los años 1990, se inauguró en 1992 la decimoquinta tienda en Mall of America cerca de Minneapolis, Minnesota, y se empezaron a abrir en 1996 las primeras tiendas en California con cuatro locaciones. 
La cadena aumentó su presencia en el sureste de los Estados Unidos con dos tiendas en Atlanta en 2003, convirtiendo las propiedades Davison's/R.H. Macy & Co. en Lenox Square y Perimeter Mall. Además, después de varios años tratando de entrar al mercado californiano, empezó recientemente a abrir tiendas en el estado como las que abrió en el 2006 y 2007 en San Francisco, San Diego y Costa Mesa. Las tiendas de San Francisco y Costa Mesa fueron unas de las más exitosas en la historia de Bloomingdale's.
El 14 de febrero de 2008, la compañía socia Macy's, Inc. anunció sus planes para entrar al mercado de Phoenix en 2009. Arizona sería el decimotercer estado en tener una tienda Bloomingdale's, con esta tienda sería la décima en la costa oeste de Estados Unidos y la número cuarenta y uno de toda la cadena.
El 10 de septiembre de 2008, Bloomingdales anunció sus planes para abrir en agosto de 2011 una tienda de 3 niveles con 82.000 pies cuadrados en The Shops at Georgetown Park en Washington D. C..  Se supone que la tienda será del mismo estilo arquitectónico que la que ésta en el barrio neoyorquino de SoHo especializada en vestuario contemporáneo masculino y femenino. Con este anuncio el Western Development Corp., propietario de Bloomingdale's, cree que Georgetown Park se convertirá en "centro comercial más lujoso de toda el área de Washington."
Bloomingdale's cuenta con una tienda en el Dubai Mall, ubicado en la ciudad homónima de Emiratos Árabes Unidos. Siendo la única tienda que tiene fuera de los Estados Unidos.

## Galería de fotos

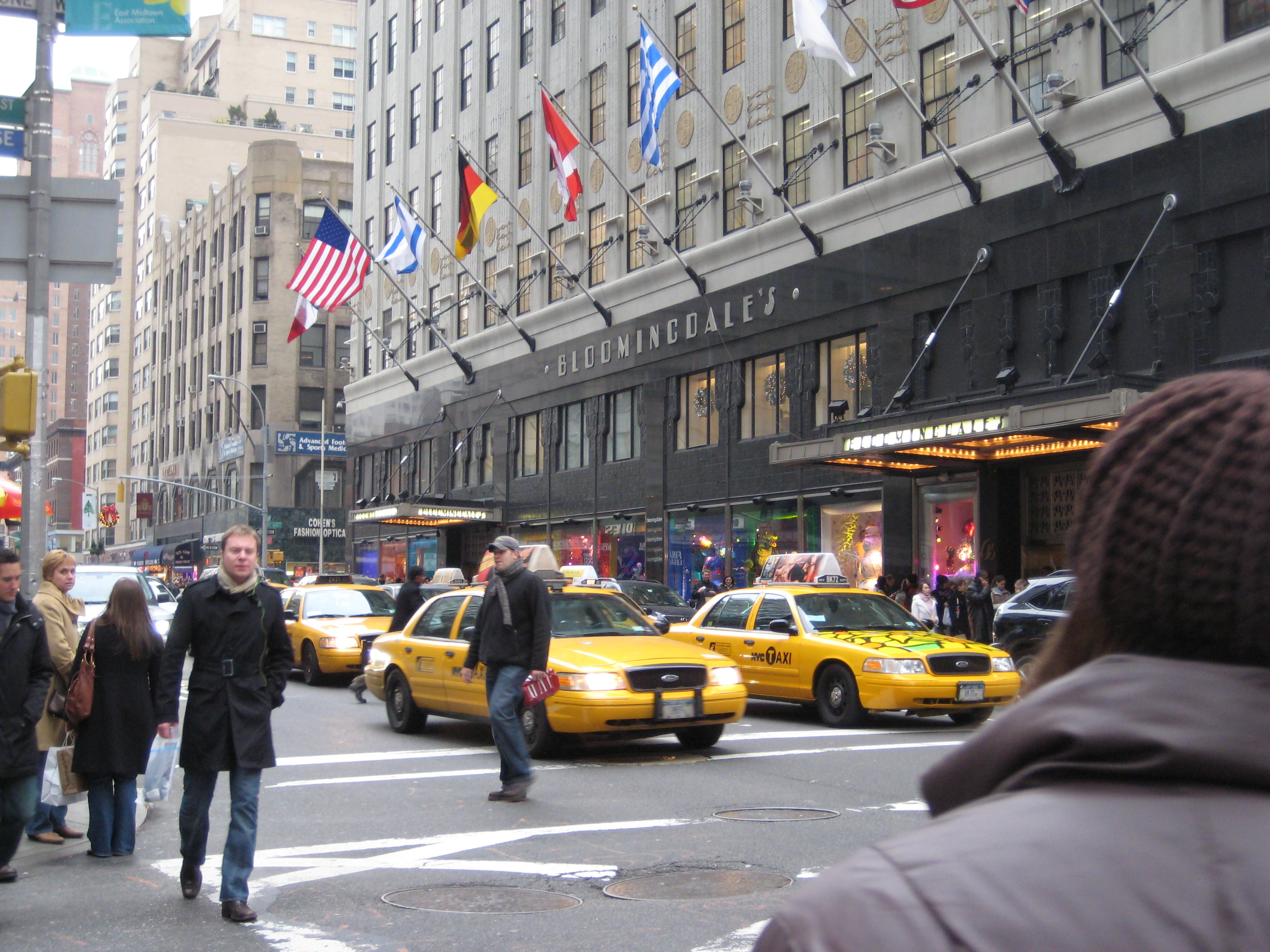
Tienda principal de Bloomingdale's en Nueva York.
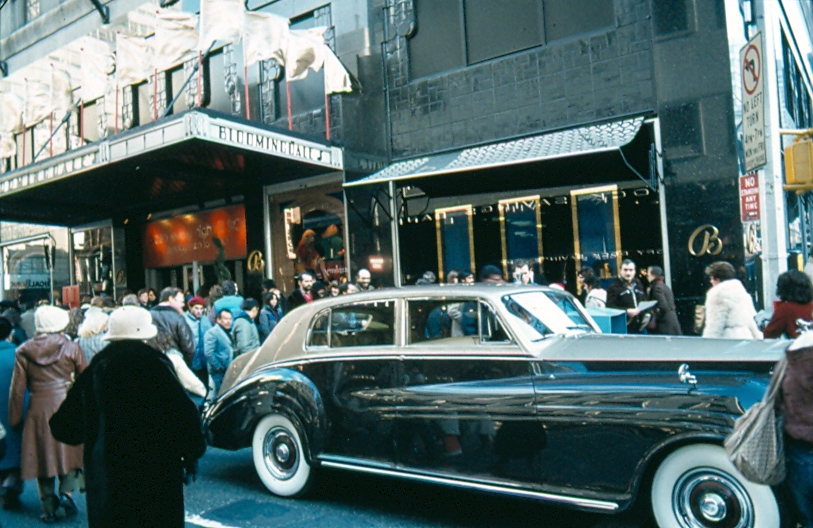
Entrada de la tienda principal.
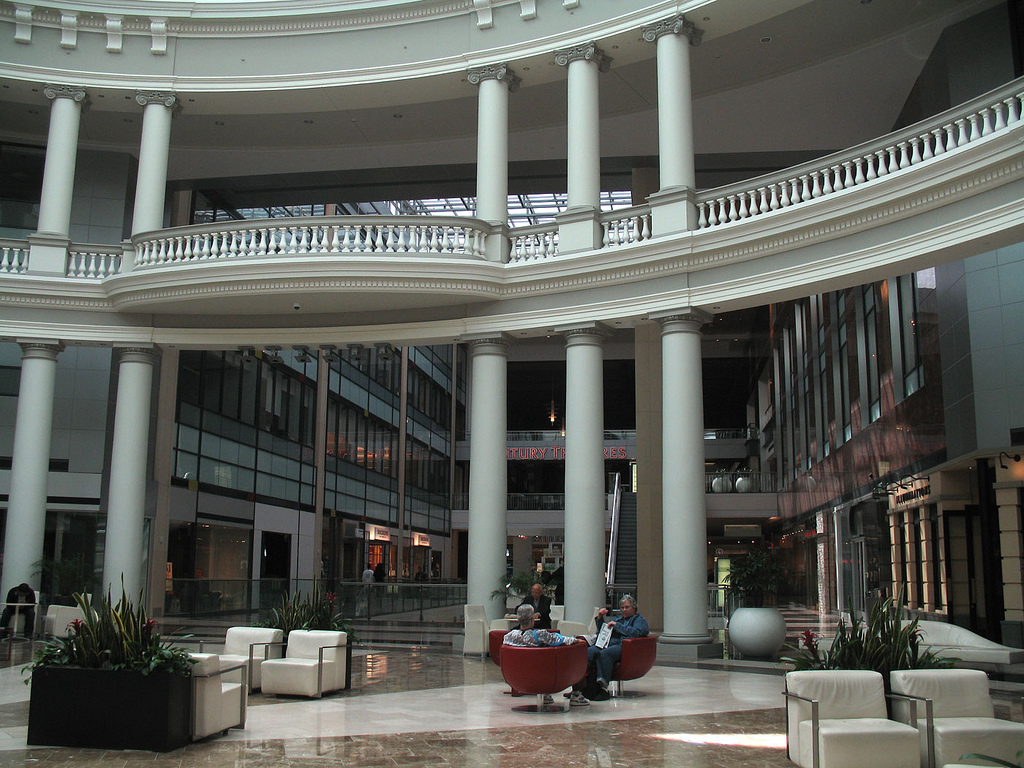
Interior de Bloomingdale en San Francisco.